# Montescourt-Lizerolles
Montescourt-Lizerolles è un comune francese di 1 686 abitanti situato nel dipartimento dell'Aisne della regione dell'Alta Francia.

## Società

### Evoluzione demografica
Abitanti censiti